# Like Swimming
Like Swimming — четвертий студійний альбом бостонського рок-гурту «Morphine».

## Список композицій
Всі пісні написані Марком Сендманом.
1. «Lilah (instrumental)» — 0:59
2. «Potion» — 2:00
3. «I Know You (Pt. III)» — 3:31
4. «Early to Bed» — 2:57
5. «Wishing Well» — 3:32
6. «Like Swimming» — 4:00
7. «Murder for the Money» — 3:34
8. «French Fries w/Pepper» — 2:53
9. «Empty Box» — 3:54
10. «Eleven O'Clock» — 3:19
11. «Hanging on a Curtain» — 3:48
12. «Swing It Low» — 3:16

## Позиції в чартах
| Чарти (1997)             | Найвища позиція |
| ------------------------ | --------------- |
| Australian Albums (ARIA) | 82              |
| US Billboard 200         | 67              |